# Зміщений поріг
Зміщений поріг — це поріг злітно-посадкової смуги, але винесений за межі фізичного початку або кінця злітно-посадкової смуги. Виокремлена таким чином частина злітно-посадкової смуги може використовуватися для зльоту, але не для приземлення. Повітряне судно, що заходить на посадку, може використовувати зміщену частину на протилежному кінці злітно-посадкової смуги для руління.
Найчастіше зміщений поріг необхідний для того, щоб забезпечити додатковий повітряний простір по висоті над наземними перешкодами під час наближення літака під кутом 3° до точки дотику на злітно-посадковій смузі  [Архівовано 3 лютого 2012 у Wayback Machine.].
Зміщений поріг може добудовуватися на початку злітно-посадкової смуги в разі, якщо ця початкова частина злітно-посадкової смуги вже не здатна витримувати постійних навантажень від ударів шасі. В таких випадках літак повинен приземлятися за межами зміщеного порогу. Літакам, що злітають дозволяється використання зміщеного порогу для зльоту або руління після приземлення, коли літак вже не може спричинити таких навантажень як у момент приземлення.
Зміщений поріг маркується білими осьовии стрілками, що вказують у напрямку Порогу.  Знаки “V”, повернуті гострими кінцями у бік злітно-посадкової смуги та товста поперечна біла смуга позначають край Порогу та початок злітно-посадкової смуги, де можна приземлятися.
Зміщені пороги по обидва краї злітно-посадкової смуги входять до загальної її довжини. Обчислюючи розмір злітно-посадкової смуги, спочатку треба точно дізнатися довжину зміщених порогів, щоб обчислити наявну посадкову дистанцію.